# Ближневосточные мирные инициативы
Ближневосточные мирные инициативы (Middle East Peace Initiatives, MEPI) — миротворческие поездки и встречи представителей разных религий и межэтнических организаций на Ближний Восток для примирения последователей трех основных авраамических религий — иудеев, христиан и мусульман. С 2003 года туры проводятся по странам Ближнего Востока: Бахрейнy, Амманy, Иордании, Египту, Оману, Ираку, Израилю с программами межрелигиозному диалогу.
Среди высокопоставленных лиц, совершавших поездки на Ближний Восток в рамках инициативы был посол США Теодор Бриттон. Деятели искусства, Дэвид Итон, Дэвид Дьор и Сэйко Ли проводили миротворческие концерты. Инициативы работают в партнерстве с другими правительственными и неправительственными организациями.
С 2020 по 2023 гг продолжились конференции Инициативы с призывами к миру между Израилем и Арабскими странами. С 2022 года Инициатива участвовала в мероприятиях Соглашения Авраама.